# سرخه‌ده (هرسین)
سرخه‌ده (هرسین)، روستایی از توابع بخش مرکزی شهرستان هرسین در استان کرمانشاه ایران است.

## جمعیت
این روستا در دهستان چشمه‌کبود قرار دارد و براساس سرشماری مرکز آمار ایران در سال ۱۳۸۵، جمعیت آن ۲۳۱ نفر (۴۵خانوار) بوده‌است.